# Maratus dialeucus
Lycidas dialeucus là một loài nhện trong họ Salticidae.
Loài này thuộc chi Lycidas. Lycidas dialeucus được Ludwig Carl Christian Koch miêu tả năm 1881.